# Teoria ugruntowana
Teoria ugruntowana – spójny system metod jakościowych opracowany przez Anselma Straussa oraz Barneya Glasera i opisany w 1967 w książce The Discovery of Grounded Theory.
Teoria ugruntowana opiera się na założeniu, że rzeczywistość społeczną najlepiej rozumieją zaangażowani w nią aktorzy. W związku z tym odrzuca tradycyjne funkcjonalistyczne podejście, w którym badacz analizuje zbiorowość przy użyciu wcześniej opracowanego modelu teoretycznego, ponieważ uznaje, iż powoduje to jedynie samopotwierdzanie się danej teorii (badacz utwierdza się we własnym zamyśle, bo znajduje to, co chce znaleźć).
W teorii ugruntowanej badacz idzie w teren bez prekonceptualizowanych teorii. W miarę jak w kolejnych interakcjach zbiera materiał badawczy (w wywiadach, obserwacjach, analizie tekstu itp.) teoria wyłania się z samych badań, „gruntuje się” w terenie. Poprzez zastosowanie metody porównawczej dotyczącej wielu przypadków badacz-analityk generuje kategorie ogólne i opisuje procesy społeczne. Istnieją różne podejścia w teorii ugruntowanej: konstruktywistyczne podejście (konstruktywistyczna teoria ugruntowana, Katy Charmaz), podejście klasyczne (klasyczna teoria ugruntowana, Barney Glaser), pragmatyczna orientacja w teorii ugruntowanej (Anselm Strauss i Juliet Corbin), transformacyjna teoria ugruntowana (Redman-McLaren, Mills). Podejścia te różnią się epistemologią i założeniami dotyczącymi ontologii świata społecznego oraz stosunku do jego zmiany.

## Popularność na świecie
O popularności teorii ugruntowanej na świecie świadczą, między innymi, tłumaczenia prac twórców tej teorii. Klasyczna praca B. Glasera i A. Straussa Discovery of Grounded Theory. Strategies for Qualitative Research jest obecnie przetłumaczona na język japoński, niemiecki, włoski oraz polski. Inna książka o metodologii teorii ugruntowanej napisana przez A. Straussa i J. Corbin (1990 oraz wydanie z 1998 r. – Basics of Qualitative Research, London: Sage) spotkała się z jeszcze szerszym międzynarodowym odzewem i została przetłumaczona na język koreański, niemiecki, chiński, japoński, arabski, rosyjski, hiszpański, francuski, czeski i portugalski. W ostatnich latach nastąpił wzrost zainteresowania metodologią w wielu dyscyplinach poza socjologią: psychologii, pedagogice, zarządzaniu czy medycynie. Prekursorem i orędownikiem teorii ugruntowanej w Polsce jest Krzysztof Konecki, twórca wizualnej teorii ugruntowanej.

## Literatura
- Charmaz, Kathy. 2009. Teoria Ugruntowana. Praktyczny przewodnik po analizie jakościowej. Warszawa: PWN.
- Glaser Barney i Anselm L. Strauss. 1967. Discovery of Grounded Theory: Strategies for Qualitative Research. Chicago: Aldine. (wydanie polskie: Barney G. Glaser, Anselm L. Strauss „Odkrywanie teorii ugruntowanej. Strategie badania jakościowego.” Kraków: Nomos.)
- Glaser, Barney. 1992. Basics of Grounded Theory Analysis, Mill Valley, CA: The Sociology Press.
- Glaser Barney. 1998. Doing Grounded Theory. Issues and Discussions. Mill Valley: Sociology Press.
- Glaser, Barney. 2002, September. Constructivist Grounded Theory? [47 paragraphs]. “Forum Qualitative Sozialforschung / Forum: Qualitative Social Research” [On-line Journal], 3(3). Available at: http://www.qualitative-research.net/fqs/fqs-eng.htm [Date of access: 11.30.2007].
- Gorzko, Marek. 2008. Procedury i emergencja. O metodologii klasycznych odmian teorii ugruntowanej. Szczecin: Wydawnictwo Uniwersytetu Szczecińskiego.
- Konecki, Krzysztof. 2000. Studia z metodologii badań jakościowych. Teoria ugruntowana. Warszawa: PWN.
- Strauss, Anselm L. 1987. Qualitative Analysis for Social Scientists, Cambridge: Cambridge University Press.
- Strauss, Anselm L. 1991. A Personal History of the Development of Grounded Theory, Qualitative Family Research. A Newsletter of the Qualitative Family Research Network, Vol. 5, no 2.